# Мценск
Мценск (рус. Мценск) град је у Русији у Орелској области. Према попису становништва из 2010. у граду је живело 43216 становника, а 2018. године 37.725.

## Географија

### Клима
Мценск је у подручју умерене континенталне климе (Кепенова класификација климе Dfb) с топлим, донекле влажним летима и умерено хладним зимама.

## Становништво
| 1939.  | 1959.  | 1970.  | 1979.  | 1989.  | 2002.  | 2010.  |
| ------ | ------ | ------ | ------ | ------ | ------ | ------ |
| 11.480 | 14.266 | 27.833 | 41.790 | 48.400 | 47.807 | 43.216 |

## Партнерски градови
Градови побратими (2019):
- Кубрат (од 2013)